# Ракова (Мехединци)
Ракова (рум. Racova) насеље је у Румунији у округу Мехединци у општини Иловат. Oпштина се налази на надморској висини од 280 m.

## Становништво
Према подацима из 2002. године у насељу је живело 215 становника, од којих су сви румунске националности.